# Swiss Library Service Platform
Die Swiss Library Service Platform (SLSP) ist Dienstleisterin für Bibliotheken und betreibt mit diesen zusammen die nationale Bibliotheksplattform Swisscovery (Eigenschreibweise: swisscovery), die wissenschaftliche Informationen aus aktuell 490 Bibliotheken aus der Schweiz bündelt und zugänglich macht.

## Organisation
Die SLSP hat die Rechtsform einer Aktiengesellschaft mit Sitz in Zürich. Die nationale Organisation wurde von der Konferenz der 15 Schweizer Hochschulbibliotheken (KUB) ins Leben gerufen und in Zusammenarbeit mit der Nebis-Verbundzentrale umgesetzt. Die Leitung des ersten Vorprojekts lag bei Wolfram Neubauer, ETH Zürich. Noch während der Projektphase kam es bei der SLSP zu einem Direktionswechsel.
2020 wurde Jean-Frédéric Jauslin Präsident des Verwaltungsrates der SLSP. Er ist ehemaliger Direktor der Schweizerischen Nationalbibliothek, des Bundesamtes für Kultur sowie Botschafter der Schweiz bei der UNESCO. Im achtköpfigen Verwaltungsrat sitzt nur ein Mitglied mit bibliothekarischer Expertise.
Im November 2020 waren 475 Bibliotheken und Mediatheken aus allen Landesteilen der Schweiz an der SLSP beteiligt. Im Jahr 2022 wurden die Bibliothek am Guisanplatz und der von ihr geführte Bibliotheksverbund Alexandria aufgenommen, so dass die Zahl der beteiligten Bibliotheken auf 490 stieg. In den Jahren 2023 und 2024 schlossen sich weitere Bibliotheken an, unter anderem das Aargauer Bibliotheksnetz oder die Bibliothek der Universität Liechtenstein. Das erhöhte die Anzahl der SLSP-Bibliotheken auf Ende 2024 auf 504.

## Swisscovery

### Merkmale
SLSP löst mit dem neuen Servicenetzwerk bisherige, parallel funktionierende Katalogsysteme (Nebis, Informationsverbund Deutschschweiz, Teile von RERO, swissbib usw.) ab und vermittelt den einheitlichen Zugang zum grössten Teil des wissenschaftlichen Buchbestands der Schweiz. Der neue Verbundkatalog (offizielle Bezeichnung: Rechercheportal) trägt die Bezeichnung swisscovery. Dieses System umfasst verschiedene Dienste wie das gemeinsame Suchportal, ein einziges Registrierungsmodell für Bibliotheksausweise, Fernleihe und einheitliche Nutzungsregeln. Dadurch haben alle Benutzer Zugriff auf sämtliche in dem Portal nachgewiesenen Medien; die ehemaligen Grenzen der Bibliotheksverbünde sind damit weggefallen. Die Fernleihe ist neu immer kostenpflichtig, während die Ausleihe im früheren Nebis-Verbund innerhalb des Verbunds für die Kundschaft kostenlos war. Der Zugriff wird über die Stiftung Switch geregelt.
Am 7. Dezember 2020 wurde nach einem mehrtägigen Unterbruch von Medienausleihen das neue Rechercheportal swisscovery aufgeschaltet. Dieses ist nur nach Registrierung vollständig nutzbar. Dazu wird ein SLSP-Bibliotheksausweis und eine Switch edu-ID verwendet. Benutzer aus dem Ausland können sich auch ausschliesslich mit einer Switch edu-ID registrieren.

### Kritik
Im Frühjahr 2021 wurde die schlechte Qualität des ohne Usability-Studie entwickelten Rechercheportals kritisiert. Enttäuschte Benutzer monierten, «vor allem E-Books und mehrbändige Reihen» seien «während Monaten gar nicht auffindbar» gewesen. Sie hatten «den Eindruck, dass die SLSP unfertig gestartet» sei. Im Unterschied zu Swissbib fehlen in swisscovery die nichtwissenschaftlichen Bibliotheken, aber auch die Universitätsbibliothek Lausanne und die Schweizerische Nationalbibliothek sind nicht angeschlossen. Die Katalogdaten werden auch nicht über den WorldCat zugänglich gemacht. Ein Bibliotheksmitarbeiter habe es mit den Worten zusammengefasst: «Sie haben einen Ferrari versprochen, bekommen haben wir einen Trabi». Auch die Rechtmässigkeit des unbeschränkten und unbefristeten Anspruchs von SLSP auf die Katalogdaten der Kundenbibliotheken wurde angezweifelt.

## Verwandte Projekte
Der Metakatalog Swisscollections mit Zugang zu Archivmaterial und Einträgen in Kantonsbibliographien stellt eine spezialisierte und differenzierte Suche für Sammlungen und Spezialbestände aus Swisscovery und weiteren Quellen dar. Er wird von einem von SLSP unabhängigen Verein getragen.